# Lumbrineris pallida
Lumbrineris pallida är en ringmaskart som beskrevs av Hartman 1944. Lumbrineris pallida ingår i släktet Lumbrineris och familjen Lumbrineridae. Inga underarter finns listade i Catalogue of Life.